# 뤄샤오산맥

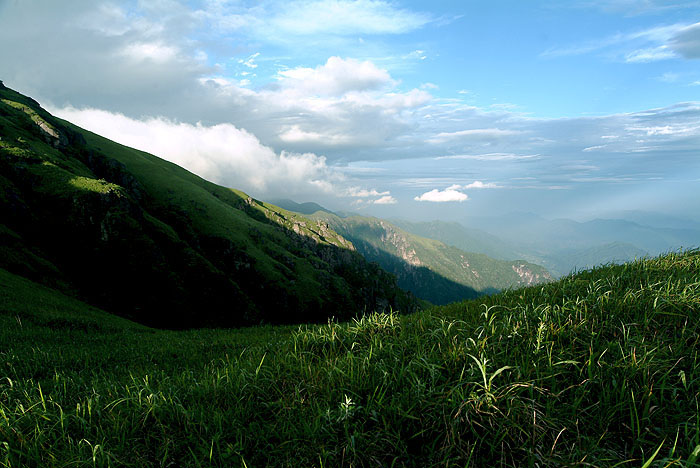
우궁산

뤄샤오산맥(나소산맥, 중국어: 罗霄山脉, 병음: Luóxiāo Shānmài)은 중화인민공화국의 장시성과 후난성의 자연 경계선을 이루는 산맥이다. 완양산(万洋山), 주광산(諸広山), 우궁산(武功山) 등의 산들의 총칭이다.
주요 봉우리는 높이가 1,000m를 넘는다. 징강산(井冈山)의 최남단에 있는 난펑핑(南风屏)은 장시성 서부의 최고봉으로, 해발 2,120m에 이른다. 옌링현의 봉우리는 후난성의 최고봉으로 높이는 2,115.4m이다. 그 외의 유명한 산으로 바몐산(八面山, 해발 2,042m), 우궁산(해발 1,918.3m), 다웨이산(大围山, 해발 1,607m) 등이 있다.
뤄샤오산맥에 있는 주요 관광지·명소로는 염제릉, 탕후 온천, 징강산 혁명 근거지, 다웨이산 등이 있다.